# Мальяно-Романо
Мальяно-Романо (італ. Magliano Romano) — муніципалітет в Італії, у регіоні Лаціо,  метрополійне місто Рим-Столиця.
Мальяно-Романо розташоване на відстані близько 29 км на північ від Рима.
Населення — 1484 особи (2014).
Щорічний фестиваль відбувається 26 червня - останньої неділі червня. Покровитель — святий Іван Хреститель.

## Демографія
Населення за роками:

Станом на 1 січня 2023 року в муніципалітеті офіційно проживав 191 іноземець з 20 країн, серед них 144 громадяни країн Євросоюзу та 2 громадяни України.

## Сусідні муніципалітети
- Кальката
- Кампаньяно-ді-Рома
- Кастельнуово-ді-Порто
- Маццано-Романо
- Морлупо
- Риньяно-Фламініо
- Сакрофано